# Xintare Xiang
Xintare Xiang (kinesiska: 新塔热乡, 新塔热) är en socken i Kina. Den ligger i den autonoma regionen Xinjiang, i den nordvästra delen av landet, omkring 190 kilometer söder om regionhuvudstaden Ürümqi. Antalet invånare är 3 110. Befolkningen består av 1 527 kvinnor och 1 583 män. Barn under 15 år utgör 12,0 %, vuxna 15-64 år 76 %, och äldre över 65 år 11,0 %.
Genomsnittlig årsnederbörd är 399 millimeter. Den regnigaste månaden är juni, med i genomsnitt 119 mm nederbörd, och den torraste är januari, med 1 mm nederbörd.